# Station Tachibana
Station Tachibana (立花駅, Tachibana-eki) is een spoorwegstation in de Japanse stad Amagasaki in de prefectuur Hyōgo. Het wordt aangedaan door de JR Kobe-lijn. Het station heeft vier sporen, waarvan sporen één en vier bestemd zijn voor doorgaande treinen.

## Lijnen

### JR West
| 1 | ■ Doorgaande treinen |                                         |
| 2 | ■ JR Kobe-lijn       | richting Amagasaki, Osaka en Shin-Osaka |
| 3 | ■ JR Kobe-lijn       | richting Sannomiya en Himeji            |
| 4 | ■ Doorgaande treinen |                                         |

## Geschiedenis
Het station werd in 1934 geopend. In 1970 werd het station verbouwd en opgehoogd.

## Overig openbaar vervoer
Er bevindt zich een busstation nabij het station.

## Stationsomgeving
Het gebied rondom het station wordt herontwikkeld. Naast de vernieuwing van het stationsgebied worden er ook winkelcentra en warenhuizen gebouwd.
- Fista Tachibana (winkelcentrum):
  - Kansai Super (supermarkt)
  - Midori Denka (elektronicawinkel)
  - MrDonuts
  - Tsutaya
- Tachibana Joy Town (winkelcentrum):
  - Confectionary Kotobuki (snoepwinkelketen)
  - McDonald's
  - Daikoku Drug (drogisterij)
  - Daiso (100 yen-winkel)
- 7-Eleven

(Tōkaidō-lijn<<) · Ōsaka · Tsukamoto · Amagasaki · Tachibana · Koshienguchi · Nishinomiya · Sakura-Shukugawa · Ashiya · Konan-Yamate · Settsu-Motoyama · Sumiyoshi · Rokkomichi · Nada · Sannomiya · Motomachi · Kōbe · Hyōgo · Shin-Nagata · Takatori · Suma-Kaihinkōen · Suma · Shioya · Tarumi · Maiko · Asagiri · Akashi · Nishi-Akashi · Okubo · Uozumi · Tsuchiyama · Higashi-Kakogawa · Kakogawa · Hoden · Sone · Himeji-Bessho · Gochaku · Himeji · (>>Sanyō-lijn) 

Wadamisaki-lijn: Hyōgo · Wadamisaki